# Raising for Effective Giving
A Raising for Effective Giving (REG) é uma organização sem fins lucrativos de arrecadação de fundos para caridade. Seus membros consistem, em sua maioria, de jogadores profissionais de pôquer e investidores financeiros que se comprometem a doar uma porcentagem de sua renda para instituições de caridade selecionadas.

## Filosofia
A REG foi fundada com base na visão de que, para reduzir o sofrimento nos países em desenvolvimento, as pessoas do mundo desenvolvido deveriam fazer doações para organizações beneficentes particularmente eficazes. A REG faz doações e recomenda instituições de caridade selecionadas com base em sua relação custo-benefício. Um critério nas avaliações de custo-benefício é quanto dinheiro a instituição de caridade precisa para salvar uma vida.
O alcance da REG se concentra em jogadores profissionais de pôquer, pois acredita que eles têm fortes habilidades quantitativas, o que os torna mais adequados para as mensagens da REG sobre custo-benefício. Além disso, o pôquer é um grande setor com prêmios monetários substanciais.

## Atividades
Há 87 membros da REG, cada um dos quais se comprometeu a doar pelo menos 2% de sua renda. Os beneficiários incluem a Against Malaria Foundation, o Machine Intelligence Research Institute (MIRI), o Center for Applied Rationality (CFAR), o GiveDirectly, o GiveWell, a Schistosomiasis Control Initiative, a The Humane League, a Mercy For Animals, o Great Ape Project e o Nonhuman Rights Project.
Os membros da REG usam adesivos com o nome da organização em torneios de pôquer para anunciar seu compromisso de doar seus ganhos. Dois membros da REG, Martin Jacobson e Jorryt van Hoof, estavam entre os November Nine que jogaram na mesa final do Evento Principal da Série Mundial de Pôquer de 2014. Jacobson ficou em primeiro lugar, ganhando o título de campeão mundial de pôquer e ganhando $10.000.000, dos quais $250.000 foram posteriormente doados pela REG.

## Cobertura e recepção internacional
A cobertura adicional da comunidade internacional de pôquer inclui a Bluff Europe, a PokerNews, entre outros.